# 愛愛愛上你
《愛愛愛上你》（英語：Anyone but You）是一部2023年上映的美国浪漫喜剧电影，由席德妮·史威尼和格倫·鮑威爾主演，威爾·古勒执导。电影改编自威廉·莎士比亚的创作的剧本，通过索尼影視發行在美国与加拿大上映。

## 演员阵容
- 席德妮·史威尼 饰演 碧翠絲 / 小碧（Beatrice / Bea）

美國大學法律系學生，与班在一間咖啡廳邂逅，名字由來與莎劇《無事生非》女主角相同。
- 格倫·鮑威爾 饰演 班（Ben）

財經商務人士，名字由來與莎劇《無事生非》男主角相同。
- 雅莉珊卓·希普 饰演 克勞蒂亞（Claudia）

班的女性友人，在莎劇《無事生非》原為男性。
- GaTa（英语：GaTa） 饰演 彼得（Pete）

班的男性友人，與班住在一起。
- 哈德利·罗宾逊（英语：Hadley Robinson） 饰演 荷莉（Halle）

小碧的姊姊，與克勞蒂亞結婚。
- 米歇尔·赫德（英语：Michelle Hurd） 饰演 卡羅（Carol）

小碧與荷莉的母親，原為澳洲人，現在回到澳洲居住。
- 德蒙特·莫羅尼 饰演 里歐（Leo）

小碧與荷莉的父親，搬到澳洲居住。
- 達倫·巴奈特 饰演 強納森 （Jonathan）

小碧的前未婚夫，頗受小碧的父母喜愛，甚至邀請到婚禮上。
- 雷切尔·格里菲思（英语：Rachel Griffiths） 饰演 Innie
- 布萊恩·布朗 饰演 羅傑（Roger）

克勞蒂亞的父親，與彼得一起唱雙簧搓合班與小碧。
- 查理·弗雷泽（英语：Charlee Fraser） 饰演 瑪格麗特（Margaret）

卡羅的親戚，班的前女友。
- Joe Davidson 饰演 波（Beau）[7]

澳洲當地人，講一口澳洲口音，瑪格麗特的男友。

## 发行
2023年12月22日，电影由索尼影視發行在美国和加拿大的影院上映。

## 回响

### 票房成绩
在美国和加拿大，电影与《飛鴨向前衝》、《水行俠 失落王國》以及《铁爪》一同上映，预计在首周末四天的上映时间里在三千家影院获得约700万美元的票房收入。电影在周四晚上的预映中共赚了120万美元。

### 评价
根据評論匯總网站爛番茄汇总的115篇评论文章，52%的评论家给予该作正面评价，使之獲得「認證新鮮」標識，平均打分为5.6分（满分10分） 在Metacritic上，26位影評人共給予了52分的分數（滿分100分），這部電影獲得了「評價褒貶不一或一般」。